# Commercy
Commercy (deutsch veraltet: Commarchen) ist eine französische Stadt mit 5332 Einwohnern (Stand 1. Januar 2022) im Département Meuse in der Region Grand Est (bis 2015 Lothringen). Der Ort ist Verwaltungssitz des Arrondissements Commercy. Die Einwohner des Ortes nennen sich Commerciens.

## Geografie
Die Stadt liegt im Tal der Maas (frz.: Meuse), etwa in der Mitte zwischen Bar-le-Duc im Westen und Nancy im Osten. Sie wird auch vom Schifffahrtskanal Canal de la Meuse (früher: Canal de l’Est, branche Nord) erschlossen, der durch die kanalisierte Maas gebildet wird.

## Geschichte
Die Gegend von Commercy ist seit der Altsteinzeit besiedelt. Erstmals urkundlich erwähnt wird der Ort als Commarciacum im Jahr 828, als Kaiser Ludwig der Fromme sich hier aufhielt (Regesta Imperii I, 853a). Ein karolingischer Königshof darf hier vermutet werden. Im Laufe der Zeit hatte der Ort verschiedene Namen, darunter Commarchia (was „auf der Grenze“ bedeutet), Commercium (971), wieder Commarciacum (1033) und 1103 Commarceium. Den heutigen Namen trägt er erst seit 1793.
1274 erbten die Herren von Commercy aus dem Maison de Broyes durch Heirat die Grafschaft Saarbrücken und bildeten dort die Linie der Grafen von Saarbrücken-Commercy.
1324 erhielt Commercy von Graf Johann I. von Saarbrücken-Commercy die Stadtrechte. Aus der Verleihungsurkunde stammt das Motto der Stadt: Qui mesure, dure („Wer abwägt, bleibt bestehen“).
Anlässlich einer Erbteilung 1341 verblieb den Grafen von Saarbrücken-Commercy nur noch die Hälfte der Herrschaft Commercy, die andere Hälfte fiel an die Herren von Saarbrücken-Commercy, deren Linie bis 1525 bestand.
1662 bekam der Kardinal de Retz die Lehnsherrschaft über Commercy. Er verkaufte die Hoheitsrechte 1679 an die Princesse de Lillebonne, die sie ihrerseits 1708 an ihren Bruder Charles Henri de Lorraine-Vaudémont abgab. Bei dessen Tod im Jahr 1723 ging die Herrschaft in den Besitz des Herzogs Leopold von Lothringen über. 1744 fiel Commercy an Frankreich und wurde die Residenz von Stanislaus Leszczynski, der sich hier oft aufhielt und die Stadt prächtig ausbauen ließ.
Am 20. August 1852 ereignete sich bei Commercy ein Eisenbahnunfall. In dem aus Richtung Paris kommenden Zug reiste auch Kurfürst Friedrich Wilhelm I. von Hessen nach Deutschland zurück. Er musste 90 Minuten zu Fuß im Regen laufen, um sich in Sicherheit zu bringen. Es war sein 50. Geburtstag.
Während des Deutsch-Französischen Kriegs wurde Commercy am 14. August 1870 von den Deutschen besetzt und war am 23. August 1870 das Hauptquartier des Königs Wilhelm.
Bevölkerungsentwicklung
| Jahr      | 1962 | 1968 | 1975 | 1982 | 1990 | 1999 | 2007 | 2019 |
| Einwohner | 7043 | 7164 | 6989 | 6792 | 6404 | 6324 | 6498 | 5386 |

## Politik

### Städtepartnerschaft
Seit dem 18. April 1970 besteht eine Partnerschaft mit dem deutschen Hockenheim.

### Wappen
Blasonierung: „Unter blauen Schildhaupt, besät mit silbernen, gespitzten Apfelkreuzen, drei hersehende silberne behaubte Frauen in wallenden Gewändern mit weiten Ärmeln.“

### Erste Generalversammlung der „Gelbwesten“
Am Wochenende 26./27. Januar 2019 fand in Commercy die erste „Versammlung der Versammlungen“ der Gilets jaunes statt.

## Sehenswürdigkeiten
- Schloss Commercy aus dem 18. Jahrhundert
- Kirche St-Pantaléon (16. Jh.)
- Hôtel de Ville (Rathaus, Barockbau)
- Musée de la céramique et de l’ivoire de Commercy, Museum für Keramik und Elfenbeinkunst in einem früheren Badegebäude

## Verkehr
Der Bahnhof von Commercy liegt an der Bahnstrecke Paris–Straßburg. Er erlangte Bekanntheit durch den Kriegsfilm „Der Zug“. Darin „maskierte“ die Résistance diverse Bahnhöfe, um den Deutschen eine Nachtfahrt zur deutschen Grenze vorzugaukeln. Der Bahnhof Commercy „mimte“ hierbei den Grenzbahnhof Saint-Avold.

## Persönlichkeiten
- Henri Braconnot (1780–1855), Chemiker, Botaniker und Pharmazeut
- Benno Vigny (1889–1965), deutsch-französischer Schriftsteller und Drehbuchautor
- Maurice Cloche (1907–1990), Regisseur, Drehbuchautor und Filmproduzent
- Pierre-Antonio-Jean Bach (1932–2020), römisch-katholischer Geistlicher und Apostolischer Vikar

## Sonstiges
In die internationalen Schlagzeilen geriet Commercy im Mai 1908, als die Serienmörderin Jeanne Weber den Sohn eines ansässigen Gastwirtes ermordete und in der Folge verhaftet wurde.
Die Marke Madeleine de Commercy (muschelförmiges Gebäck) ist seit 1977 gesetzlich geschützt.